# (38286) 1999 RP62
1999 RP62 (asteroide 38286) é um asteroide da cintura principal. Possui uma excentricidade de 0.16973160 e uma inclinação de 1.67241º.
Este asteroide foi descoberto no dia 7 de setembro de 1999 por LINEAR em Socorro.